# Уилпата
Уилпата (осет. Елбаттæ или Уелбаттæ) — одна из вершин главного Кавказского хребта.
Расположена в юго-западной части Цейского хребта и доминирует над центром Караугомского плато. Высота пика 4649 м над уровнем моря. На вершину проложено 12 альпинистских маршрутов от 2Б до 5Б.

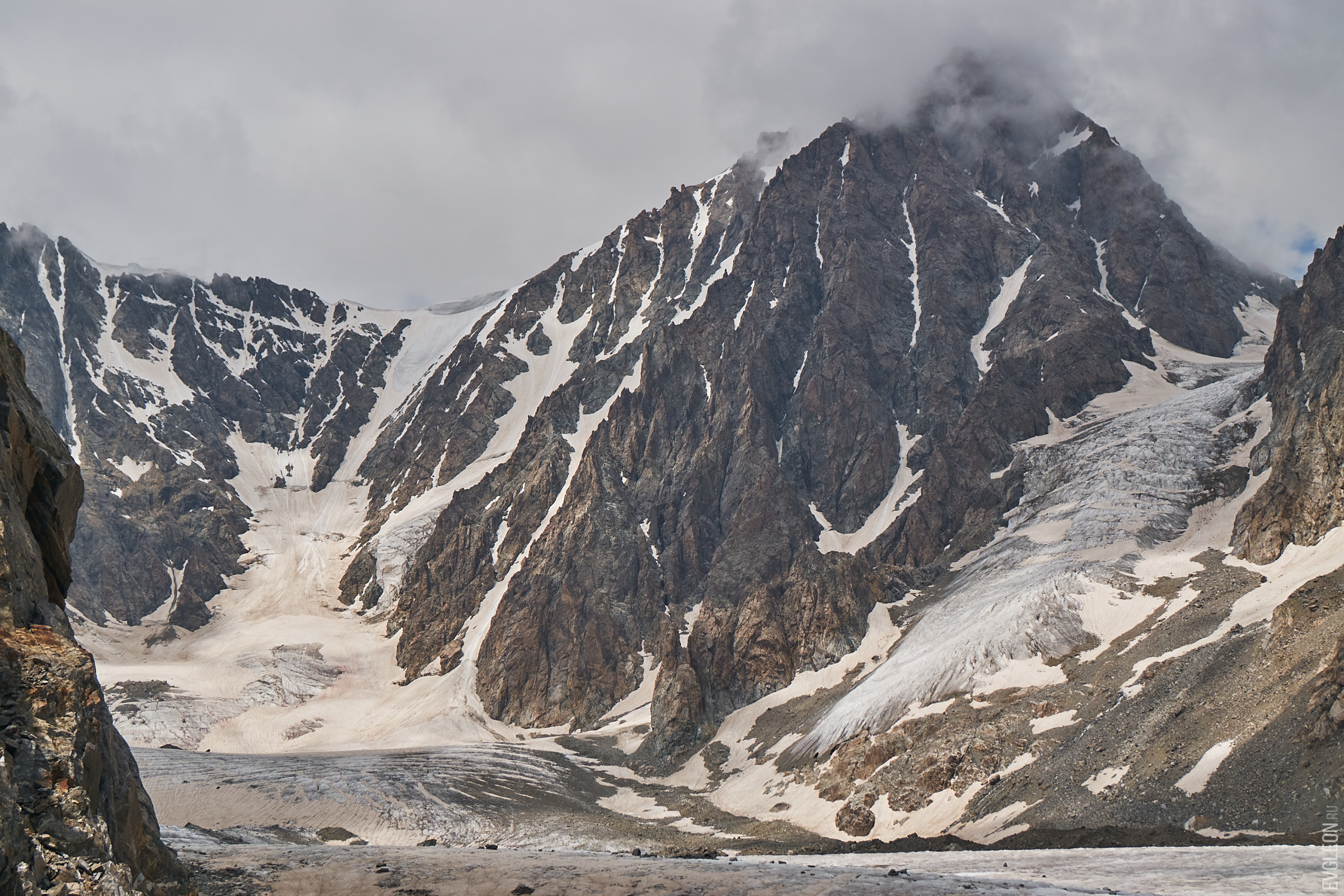
Уилпата, вид с перевала Хицан, 2021